# Ioánnis Mitákis
Ioánnis Mitákis (grec moderne : Ιωάννης Μιτάκης), couramment appelé Yánnis Mitákis (Γιάννης Μιτάκης), né le 8 novembre 1989 à Maroússi est un marin grec qui participe notamment à l'épreuve de voile des Jeux olympiques en 2012, 2016 et 2020.

## Palmarès
En Finn, il se classe 14e aux Jeux olympiques de 2012, 11e à ceux de 2016 et 12e à ceux de 2020. Il est également champion d'Europe de la discipline en 2012.